# Rășinari

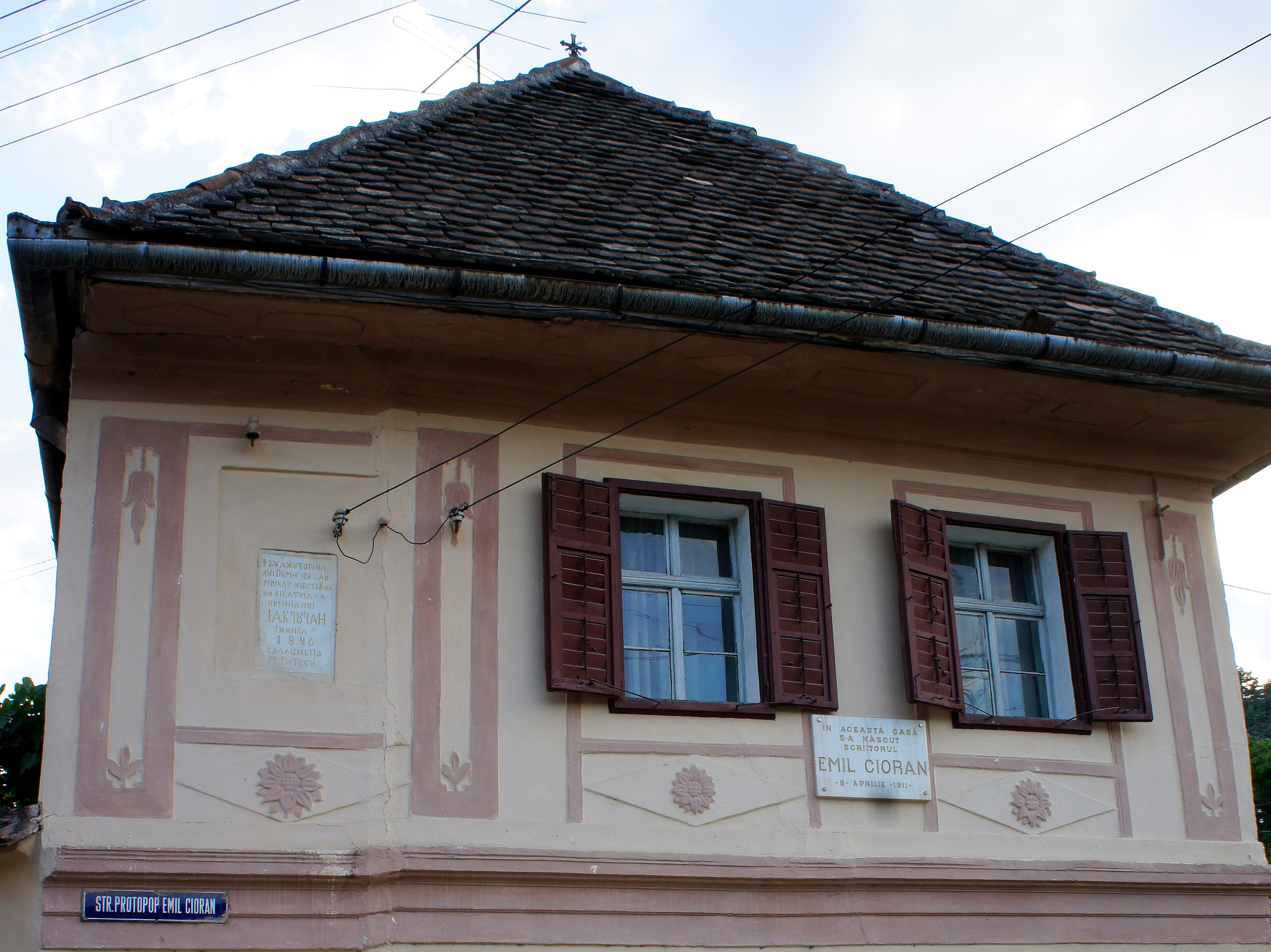
Dom rodzinny Emila Ciorana

Rășinari – wieś w Rumunii, w okręgu Sybin, siedziba gminy Rășinari.
W 1948 uruchomiono linię tramwajową Rășinari–Sybin.

## Urodzeni
W Rășinari urodzili się: 
- Octavian Goga (1881)
- Emil Cioran (1911).